# Flygtningelejre i Kolding 1944-1949
Der var flygtningelejre i Kolding mellem 1944 og 1949. Kolding modtog tyske flygtninge, der blev indkvarteret i en række baraklejre, der var opført af tyskerne under besættelsen. Efter befrielsen blev de omdannet til flygtningelejre. 
I Kolding blev flygtningene indkvarteret i lejre på Dyrehavevej, Lykkegårdsvej, Kløvervej og to lejre på Tvedvej. Ved krigens slutning var der cirka 5.000 flygtninge i og omkring Kolding. Ca. 3.000 i de nævnte lejre – de øvrige blev indkvarteret i lejre (forsamlingshuse, skoler o. lign.) i Vejstrup, Hejls, Sdr. Bjert, Sdr. Stenderup, Dalby, Lunderskov, Vamdrup, Fitting m.fl.
Fra november 1946 var Kolding gennemgangslejr for hjemtransport af alle tyske flygtninge i Danmark. De opholdt sig her nogle dage, inden de ca. 800 ad gangen sendtes sydpå fra en interimistisk station ved Kolding Sydbaners spor ved Agtrupvej.

## Lejrene i Kolding
Tvedvejlejren og Kløvervejlejren  var oprindeligt tyske kaserner. 

### Kløvervejlejren
Kløvervejlejren var en tysk flygtningelejr (nærmere bestemt opsamlingslejr). Bygningerne var tyske kaserner på havnens grund mellem Kløvervej og Fjordstien.

### Tvedvejlejren
Flygtningelejrene Tvedvej I og Tvedvej II lå på begge sider af Kærmindevej. De rummede godt 2000 flygtninge. Ved fjorden anes den 3. store baraklejr mellem Kløvervej og Fjordstien, den rummede godt 500 mennesker.

### Lykkegårdsvejlejren
Under krigen blev der opført to store bunkere på Rømøvej som tysk kommandocentral for det sydlige Danmark. For at huse alle dem, der skulle arbejde i bunkerne, opførtes nogle barakker på bakketoppen øverst på Lykkegårdsvej. Denne lejr blev brugt til flygtninge lige efter krigen. 
I august 1945 blev disse kaserner overtaget af de engelske tropper, der benyttede dem som ferielejr eller "Leave Camp" for englænderne i Tyskland. I oktober 1947 blev barakkerne overdraget til Civilforsvaret, og i dag ejes de af AAB.

## Livet i lejrene
Mens flygtningene opholdt sig i lejrene, var de lukket inde bag pigtråd, og de måtte ikke omgås befolkningen.
I lejrene organiserede fangerne selv deres dagligdag som skole og madlavning. Lejrleder for Kløvervejlejren Alfred Hansen fik et godt forhold til de tyske flygtninge og blev kaldt ”Far” af nogle af børnene. 

## Hjemsendelse
I november 1946 begyndte hjemsendelsen af flygtningene til Tyskland. Flygtningene opholdt sig i Kolding i nogle få dage, inden de blev sendt videre sydpå i grupper a ca. 800. De øvrige lejre fungerede nærmest som små samfund – det var ikke tilfældet i gennemgangslejrene. Her var livet præget af ventetid og af vagtsomt personale, der skulle sørge for, at de, der var hjemfaldne til straf, ikke forlod landet. Den 15. februar 1949 forlod de sidste 800 flygtninge Danmark via gennemgangslejren i Kolding.
Den og Oksbøl-lejren var de sidste flygtningelejre, der blev nedlagt.